# John C. Malone
John C. Malone (Milford, Connecticut, 7 de março de 1941) é um proprietário estadunidense de empresas de mídia, com certificação de Doutoramento e Bacharel de Artes.

## Biografia
Jonn Malone se formou em 1959 na Hopkins School, em New Haven, Connecticut. Já participou da  Phi Beta Kappa Society, obteve mérito académico na Yale University (Universidade de Yale), onde obteve um bacharel de artes em Engenharia Electrotécnica e de Economia, em 1963. Ele também obteve um mestrado em Gestão Industrial na Johns Hopkins University (Universidade Johns Hopkins) em 1964 e um doutorado em Pesquisa Operacional da mesma universidade, em 1967.
John C. Malone foi atuando como presidente da Liberty Media, e como CEO da Discovery Holding Company. Jonh Malone também foi presidente e CEO da Tele-Communications Inc.. De 1973 a 1996, Jonh Malone atuou como Presidente e CEO da Tele-Communications Inc.. Também foi atuando no Conselho de Administração do Banco de Nova Iorque, o Cato Institute, Expedia e o Colorado Chapter da The Nature Conservancy. Além disso, o Jonh Malone foi sendo presidente emérito do Conselho de Administração da Cable Television Laboratories, Inc.,  da Liberty Global Inc. e do DirecTV Group.